# Ernest August I de Hannover
Ernest August de Hannover (Queen's House, St. James's Park, Londres, el 5 de juny de 1771 - palau de Herrenhausen, Hannover, 18 de novembre de 1851) va ser un militar anglès i des del 1837 rei de Hannover.

## Llinatge
Ernest August va néixer a com el vuitè dels 15 fills del rei Jordi III del Regne Unit, i de Carlota de Mecklenburg-Strelitz. Es va casar per poders el 29 de maig de 1815, a Neustrelitz, amb la seva cosina Frederica de Mecklenburg-Strelitz, filla del gran duc Carles II de Mecklenburg-Strelitz i de la landgravina Frederica de Hessen-Darmstadt. La cerimònia formal de casament va celebrar-se al Carlton House, Londres, el 29 d'agost del mateix any. La reina Carlota va oposar-se al matrimoni, atès que Frederica també era cosina seva; a més, Frederica s'havia casat dues vegades abans, amb un total de nou fills. D'aquest matrimoni, els ducs de Cumberland van tenir tres fills:
- Federica (n. morta, 1817).
- Una altra filla (n. morta, 1818).
- Jordi V de Hannover (Berlín, 27 de maig de 1819 - París, 12 de juny de 1878), rei de Hannover després de la mort del seu pare fin a l'annexió prussiana del regne el 1866.

## Joventut

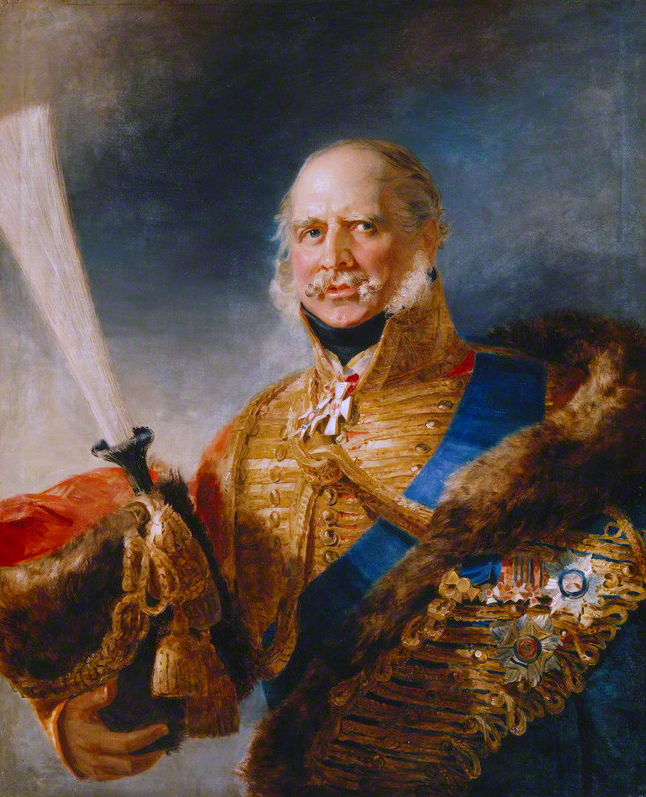
Ernest August I de Hannover (1828)

Com els seus germans, va estudiar amb tutors particulars fins que va ser enviat a la Universitat de Göttingen el 1786, amb els seus germans petits, els ducs de Cambridge i de Sussex. El 1791, Ernest August i el seu germà el duc de Cambridge van ser enviats a Hannover per tal de rebre instrucció militar sota la supervisió del mariscal de camp von Freydag. Allà van aprendre l'art de la cavalleria i les tàctiques militars amb el capità von Linsinger del Regiment dels Dragons de la Reina. Va demostrar ser un excel·lent genet i hàbil tirador, tot i ser curt de vista. Al cap de només dos mesos d'entrenament, el mariscal von Freydag estava tan impressionat amb els progressos del príncep que li donà el rang de capità de cavalleria.
El març de 1792 l'Exèrcit Reial atorgà formalment a Ernest August el càrrec de coronel del 9è Regiment de Dragons de Hannover. A l'any següent (1793) va ser designat comandant de la 1a Brigada de Cavalleria. Va passar la guerra contra França en la Primera Coalició (1793-1797) a Tourcoing, Regne de França, el quarter general del seu germà gran, el duc de York, que era el comandant en cap dels exèrcits anglès, austríac i de Hannover. Ernest August va perdre l'ull esquerre en la Batalla de Tourcoing (Batalla de Cayghem), el 18 de maig de 1794.
El príncep Ernest va tornar a Anglaterra per a la primera vegada des de 1786 -quan va anar a la Universitat- per a refer-se de la seva lesió. A l'any següent (1795) va tornar a Europa i s'encarregà de comandar la rereguarda de l'exèrcit britànic al seu pas pels Països Baixos. Va obtenir el grau de tinent general el 1798 i el de general el 1803.

## Duc de Cumberland
El 29 d'agost de 1799, el seu pare Jordi III el va promoure'l duc de Cumberland i de Teviotdale, i comte d'Armagh. El 29 de març de 1813, Ernest August és nomenat mariscal de camp. A més, va servir com acoronel honorari del 15è Regiment Reial de Dragons de 1801 a 1827 i com a coronel de la Cavalleria Reial de 1827 a 1830. El 1831, el Duc de Cumberland, arribaria a ser cavaller de l'orde de Sant Patrici. Anys després, en accedir al tron de Hannover el 1837, va ser nomenat Gran Mestre i Sobirà de l'Orde Reial Güelf. Políticament conservador, es va oposar fermament el 1828 a la Llei d'Emancipació Catòlica proposada pel Primer Ministre, el duc de Wellington.

## Rei de Hannover
El 20 de juny de 1837, el seu germà gran, el rei Guillem IV del Regne Unit, va morir sense descendència legítima, i la seva neboda Victòria I del Regne Unit, única filla del duc de Kent, el va succeir com a reina del Regne Unit. Amb tot, a Hannover existia la Llei Sàlica, per la qual una dona no podia regnar-hi. En conseqüència, Ernest August es va convertir en el legítim hereu masculí i va assumir els títols de rei de Hannover i duc de Brunswick-Lüneburg. Això va posar fi a la unió personal i d'aleshores, Hannover i el Regne Unit van tenir diferents cases reials.
El rei Ernest August I va anul·lar la constitució liberal instituïda pel seu germà petit, el duc de Cambridge que havia estat regent del regne de Hannover en nom de Guillem IV. Ernest August va governar com un monarca absolutista. Finalment, va acceptar atorgar una constitució després de les revoltes de 1848.